# 卡尔梅努·米夫苏德·邦尼奇
卡尔梅努·米夫苏德·邦尼奇（1933年7月17日—2022年11月5日）是一名马耳他政治人物，曾於1984年至1987年擔任马耳他总理。